# Ilha dos Lençóis
A Ilha dos Lençóis é uma ilha turística localizada no litoral oeste do Maranhão, pertencente ao arquipélago de Maiaú, no município de Cururupu. Fica a cerca de 30 km do município de Apicum-Açu.

## Geografia
A Ilha dos Lençóis é uma ilha costeira conhecida pelo seu imponente conjunto de dunas, que cobrem 70% de sua área, formadas por areia branca. Fica localizada nas Reentrâncias Maranhenses, que se estendem por 12 mil quilômetros quadrados. Trata-se de um imensa região recortada por baías, enseadas, ilhas e manguezais, com grande importância para aves migratórias, o que fez com que recebesse o status de Reserva Hemisférica de Aves Limícolas e Área Úmida de Importância Internacional – Sítio Ramsar. Também abriga a Reserva Extrativista de Cururupu.
É um santuário para aves como o jaçanã, garças e guarás. Também é conhecida pelas suas praias desertas, algumas com quilômetros de extensão. A paisagem formada pelas dunas é muito semelhante à dos Lençóis Maranhenses, e assim como nos Lençóis, durante a estação chuvosa, formam-se lagoas. Dessa forma, a ilha também tornou-se importante centro do ecoturismo.

## Lendas

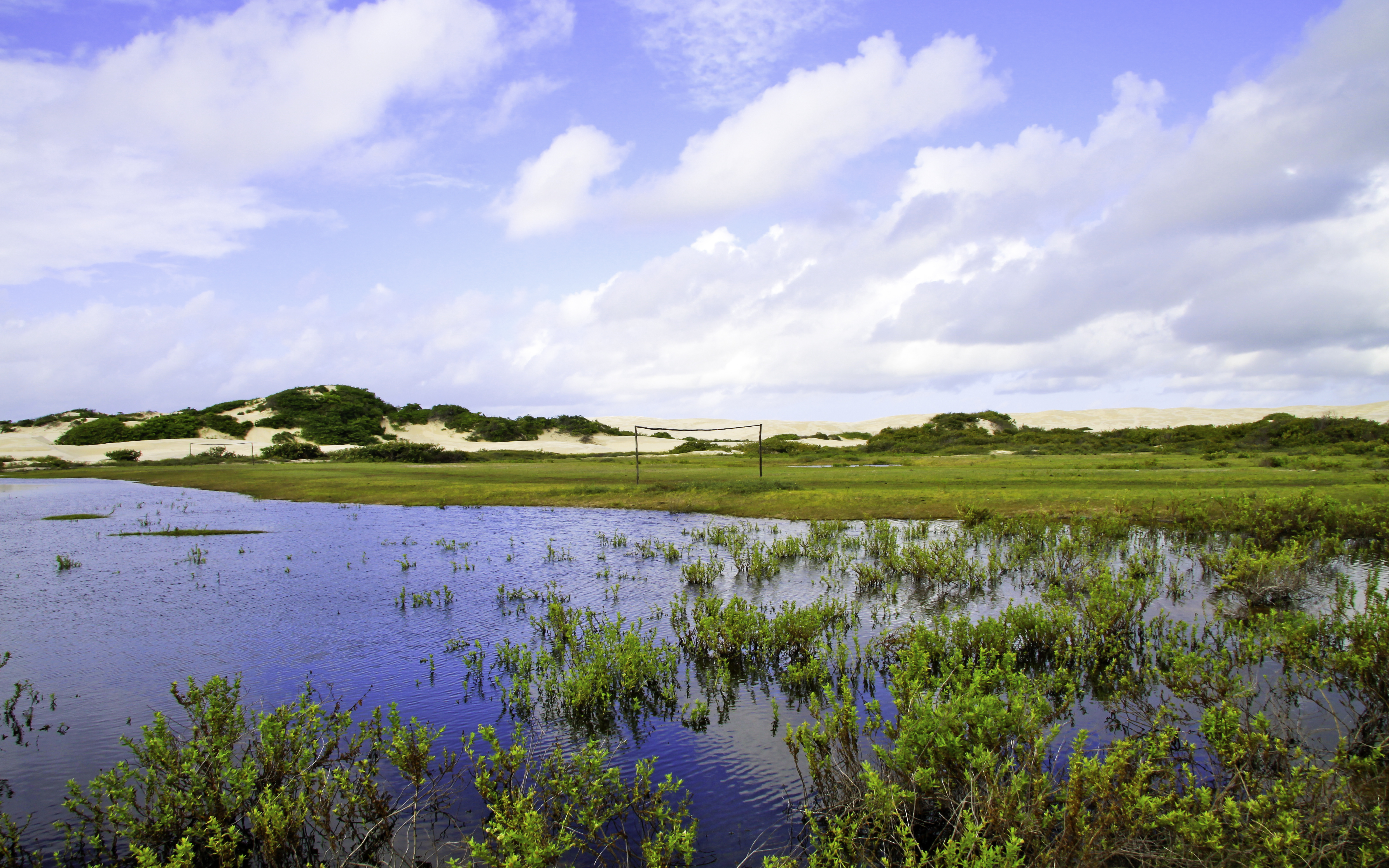

A ilha é cercada por muitas lendas. Dentre elas, é onde o rei de Portugal D. Sebastião teria se perdido confundindo a ilha com o Deserto do Saara no Marrocos, vivendo nela em um castelo, levando seus moradores a terem muito respeito por sua figura e acreditar no mito do sebastianismo.
São contadas histórias mágicas de animais dourados vistos na ilha e objetos de ouro achados na praia, e lendas de que Dom Sebastião se transforma em um touro negro encantado, com uma estrela na testa, nas noites de sexta-feira. Quando alguém conseguir ferir de morte, na testa, o touro encantado, o rei Dom Sebastião retornaria para assumir novamente seu reino. A ilha de São Luís iria submergir e apareceria uma cidade encantada com os tesouros do rei.

O couro do boi do Bumba-meu-Boi, principalmente os de sotaque de zabumba e de pandeiros de costa de mão, das regiões de Cururupu e Guimarães, costuma ter a ponta dos chifres em metal dourado e traz, bordada na testa, uma estrela de ouro e joias. Afirma-se que essa estrela e os chifres com ponta dourada constituem alusão ao touro encantado e aos tesouros de Dom Sebastião na ilha dos Lençóis. A figura do rei Sebastião também tem grande influência nas religiões de matriz africana do estado, como o tambor de mina e o terecô, aparecendo como um encantado.[carece de fontes?]

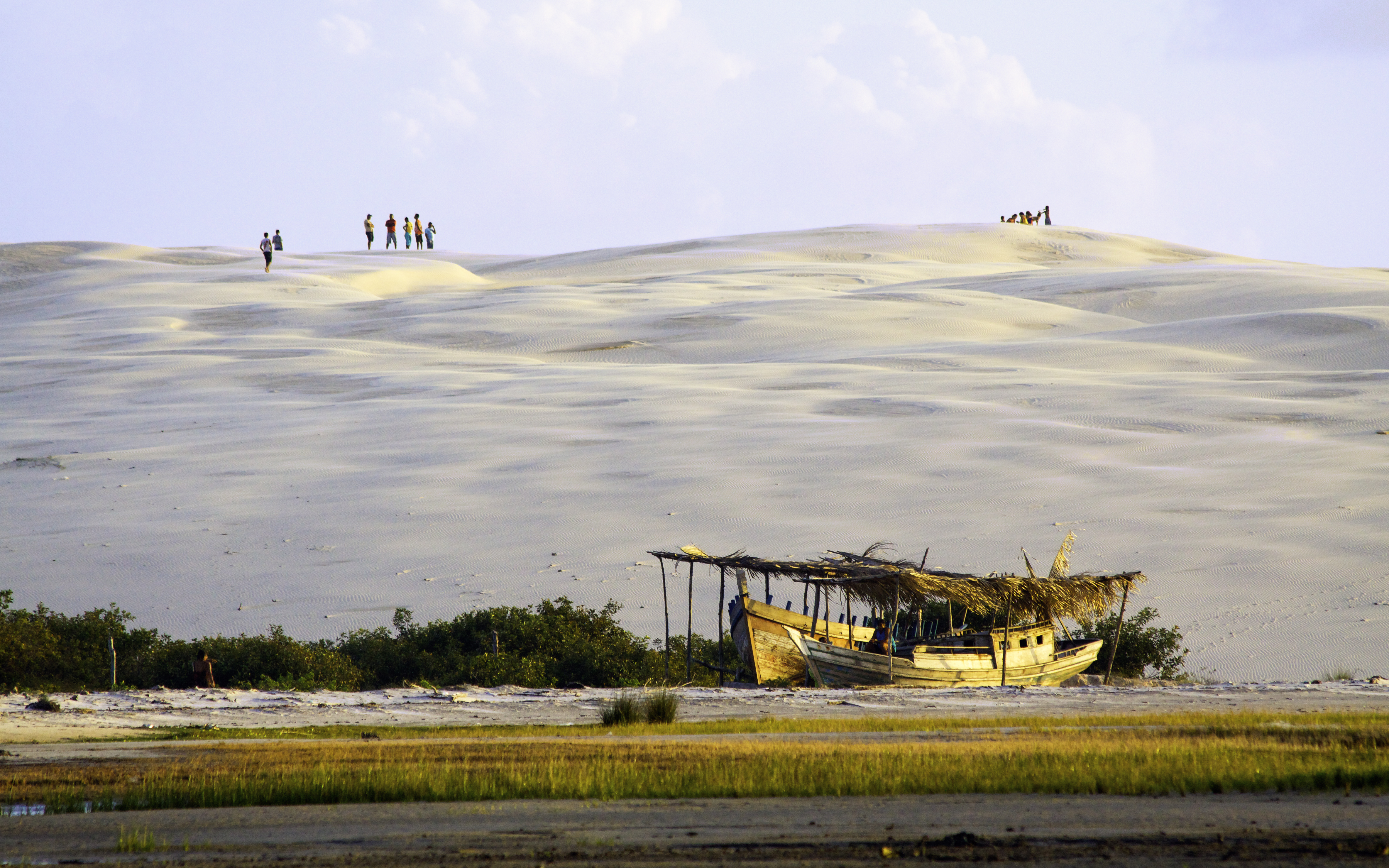

## População
Possui uma população de aproximadamente 500 pessoas. A ilha ficou conhecida pela alta incidência de albinos, que representam 3% da população local, devido à frequência dos casamentos consanguíneos, e se tornaram conhecidos como Filhos da Lua, por saírem de casa geralmente à noite, para se proteger do sol.